# Coppa dei Caraibi 1991
La Coppa dei Caraibi 1991 (Shell Caribbean Cup 1991) fu la nona edizione della Coppa dei Caraibi (la terza con la nuova denominazione), competizione calcistica per nazione organizzata dalla CFU. La competizione si svolse in Giamaica dal 23 maggio al 2 giugno 1991 e vide la partecipazione di sette squadre: Cuba, Giamaica, Guyana, Isole Cayman, Martinica, Rep. Dominicana, Saint Lucia e Trinidad e Tobago. Il torneo valse anche come qualificazione per la CONCACAF Gold Cup 1991.
La CFU organizzò questa competizione come CFU Championship dal 1978 al 1988; dal 1989 al 1990 sotto il nome di Caribbean Championship; dall'edizione del 1991 a quella del 1998 cambiò nome e divenne Shell Caribbean Cup; le edizioni del 1999 e del 2001 si chiamarono Caribbean Nations Cup; mentre dal 2005 al 2014 la competizione si chiamò Digicel Caribbean Cup; nell'edizione del 2017 il suo nome è stato Scotibank Caribbean Cup.

## Formula
- Qualificazioni

La Giamaica (come paese ospitante) e Trinidad e Tobago (come campione in carica) sono qualificate automaticamente alla fase finale. Rimangono 16 squadre, divise in cinque gruppi di tre squadre più Cuba. Giocano partite di sola andata, le prime classificate più Cuba si qualificano alla fase finale.
- Fase finale

Fase a gruppi - 8 squadre, divise in due gruppi da quattro squadre. Giocano partite di sola andata, le prime due classificate si qualificano alle seminfinali.
Fase a eliminazione diretta - 4 squadre, giocano partite di sola andata. La vincente si laurea campione CFU. Le prime due classificate si qualificano alla fase finale della CONCACAF Gold Cup 1991.

## Squadre partecipanti
| Pr. | Squadra           | Data di qualificazione certa | Partecipante in quanto                                           | Partecipazioni precedenti al torneo          | Ultima presenza        |
| --- | ----------------- | ---------------------------- | ---------------------------------------------------------------- | -------------------------------------------- | ---------------------- |
| 1   | Giamaica          | -                            | Rappresentativa della nazione organizzatrice della fase finale   | 1 (1990)                                     | Trinidad e Tobago 1990 |
| 2   | Trinidad e Tobago | 9 luglio 1989                | Rappresentativa della nazione detentrice del titolo              | 7 (1978, 1979, 1981, 1983, 1988, 1989, 1990) | Trinidad e Tobago 1990 |
| 3   | Cuba              | -                            | 1ª classificata nel gruppo 3 della fase finale di qualificazione | -                                            | Esordiente             |
| 4   | Guyana            | 12 maggio 1991               | 1ª classificata nel gruppo 5 della fase finale di qualificazione | -                                            | Esordiente             |
| 5   | Isole Cayman      | 14 maggio 1991               | 1ª classificata nel gruppo 4 della fase finale di qualificazione | -                                            | Esordiente             |
| 6   | Rep. Dominicana   | 14 maggio 1991               | 1ª classificata nel gruppo 1 della fase finale di qualificazione | -                                            | Esordiente             |
| 7   | Saint Lucia       | 16 maggio 1991               | 1ª classificata nel gruppo 6 della fase finale di qualificazione | -                                            | Esordiente             |
| 8   | Martinica         | 19 maggio 1991               | 1ª classificata nel gruppo 2 della fase finale di qualificazione | 4 (1983, 1985, 1988, 1990)                   | Trinidad e Tobago 1990 |

Nella sezione "partecipazioni precedenti al torneo", le date in grassetto indicano che la nazione ha vinto quella edizione del torneo, mentre le date in corsivo indicano la nazione ospitante.

## Fase finale

### Fase a gruppi

#### Gruppo A
| Kingston 24 maggio 1991                                                                 | Giamaica  | 6 – 0 | Guyana | Independence Park |
| \| \| \| \| \| Palmer 4’ Davis 14’, 48’ Reid 63’ Gaynor 74’ Boyd 86’ \| Marcatori \| \| |           |       |        |                   |
|                                                                                         |           |       |        |                   |
| Palmer 4’ Davis 14’, 48’ Reid 63’ Gaynor 74’ Boyd 86’                                   | Marcatori |       |        |                   |

| Kingston 26 maggio 1991                                                            | Giamaica  | 3 – 2                     | Isole Cayman | Independence Park |
| \| \| \| \| \| Davis 2’, 47’ Long 89’ \| Marcatori \| 38’ Ramoon 80’ Parchement \| |           |                           |              |                   |
|                                                                                    |           |                           |              |                   |
| Davis 2’, 47’ Long 89’                                                             | Marcatori | 38’ Ramoon 80’ Parchement |              |                   |

| Kingston 28 maggio 1991                                         | Guyana    | 2 – 1        | Isole Cayman | Independence Park |
| \| \| \| \| \| Massiah 29’, 89’ \| Marcatori \| 30’ Williams \| |           |              |              |                   |
|                                                                 |           |              |              |                   |
| Massiah 29’, 89’                                                | Marcatori | 30’ Williams |              |                   |

| Pos | Squadra      | P.ti     | G        | V        | N        | P        | GF       | GS       | DR       |
| --- | ------------ | -------- | -------- | -------- | -------- | -------- | -------- | -------- | -------- |
| 1   | Giamaica     | 4        | 2        | 2        | 0        | 0        | 9        | 2        | +7       |
| 2   | Guyana       | 2        | 2        | 1        | 0        | 1        | 2        | 7        | -5       |
| 3   | Isole Cayman | 0        | 2        | 0        | 0        | 2        | 3        | 5        | -2       |
| -   | Cuba         | Ritirato | Ritirato | Ritirato | Ritirato | Ritirato | Ritirato | Ritirato | Ritirato |

Giamaica e Guyana qualificati alle semifinali.

#### Gruppo B
| Kingston 23 maggio 1991                                            | Trinidad e Tobago | 7 – 0 | Rep. Dominicana | Independence Park |
| \| \| \| \| \| Latapy Lewis Skeene Allen Thomas \| Marcatori \| \| |                   |       |                 |                   |
|                                                                    |                   |       |                 |                   |
| Latapy Lewis Skeene Allen Thomas                                   | Marcatori         |       |                 |                   |

| Kingston 23 maggio 1991 | Saint Lucia | 0 – 0 | Martinica | Independence Park |

| Kingston 25 maggio 1991                  | Trinidad e Tobago | 1 – 0 | Martinica | Independence Park |
| \| \| \| \| \| Latapy \| Marcatori \| \| |                   |       |           |                   |
|                                          |                   |       |           |                   |
| Latapy                                   | Marcatori         |       |           |                   |

| Kingston 25 maggio 1991 | Saint Lucia | 0 – 0 | Rep. Dominicana | Independence Park |

| Kingston 27 maggio 1991                                                           | Martinica | 4 – 1    | Rep. Dominicana | Independence Park |
| \| \| \| \| \| Sophie 20’ Gertrude 36’, 49’ Cadal 69’ \| Marcatori \| 50’ Cruz \| |           |          |                 |                   |
|                                                                                   |           |          |                 |                   |
| Sophie 20’ Gertrude 36’, 49’ Cadal 69’                                            | Marcatori | 50’ Cruz |                 |                   |

| Kingston 27 maggio 1991                                 | Trinidad e Tobago | 1 – 2          | Saint Lucia | Independence Park |
| \| \| \| \| \| Skeene \| Marcatori \| Cadette Edmund \| |                   |                |             |                   |
|                                                         |                   |                |             |                   |
| Skeene                                                  | Marcatori         | Cadette Edmund |             |                   |

| Pos | Squadra           | P.ti | G | V | N | P | GF | GS | DR  |
| --- | ----------------- | ---- | - | - | - | - | -- | -- | --- |
| 1   | Trinidad e Tobago | 4    | 3 | 2 | 0 | 1 | 9  | 2  | +7  |
| 2   | Saint Lucia       | 4    | 3 | 1 | 2 | 0 | 2  | 1  | +1  |
| 3   | Martinica         | 3    | 3 | 1 | 1 | 1 | 4  | 2  | +2  |
| 4   | Rep. Dominicana   | 1    | 3 | 0 | 1 | 2 | 1  | 11 | -10 |

Trinidad e Tobago e Saint Lucia qualificati alle semifinali.

### Fase a eliminazione diretta

#### Tabellone
|  | Semifinali        | Semifinali        | Semifinali        |                   |          | Finale          | Finale          | Finale          |  |
|  |                   |                   |                   |                   |          |                 |                 |                 |  |
|  | Giamaica          | Giamaica          | 2                 |                   |          |                 |                 |                 |  |
|  | Giamaica          | Giamaica          | 2                 |                   |          |                 |                 |                 |  |
|  | Saint Lucia       | Saint Lucia       | 0                 |                   |          |                 |                 |                 |  |
|  | Saint Lucia       | Saint Lucia       | 0                 |                   | Giamaica | Giamaica        | 2               |                 |  |
|  |                   |                   |                   |                   | Giamaica | Giamaica        | 2               |                 |  |
|  |                   |                   | Trinidad e Tobago | Trinidad e Tobago | 0        |                 |                 |                 |  |
|  | Trinidad e Tobago | Trinidad e Tobago | Trinidad e Tobago | Trinidad e Tobago | 0        | 3               |                 |                 |  |
|  | Trinidad e Tobago | Trinidad e Tobago |                   |                   |          | 3               |                 |                 |  |
|  | Guyana            | Guyana            | 1                 |                   |          | Finale 3º posto | Finale 3º posto | Finale 3º posto |  |
|  | Guyana            | Guyana            | 1                 |                   |          |                 |                 |                 |  |
|  |                   |                   |                   |                   |          |                 |                 |                 |  |
|  |                   |                   |                   |                   |          | Saint Lucia     | Saint Lucia     | 4               |  |
|  |                   |                   |                   |                   |          | Saint Lucia     | Saint Lucia     | 4               |  |
|  |                   |                   |                   |                   |          | Guyana          | Guyana          | 1               |  |

#### Semifinali
| Kingston 30 maggio 1991                              | Giamaica  | 2 – 0 | Saint Lucia | Independence Park |
| \| \| \| \| \| Davis 18’ Reid 88’ \| Marcatori \| \| |           |       |             |                   |
|                                                      |           |       |             |                   |
| Davis 18’ Reid 88’                                   | Marcatori |       |             |                   |

| Kingston 30 maggio 1991                                         | Trinidad e Tobago | 3 – 1 | Guyana | Independence Park (10.000 spett.) |
| \| \| \| \| \| Jones 2’ Latapy 4’, 82’ \| Marcatori \| Laing \| |                   |       |        |                                   |
|                                                                 |                   |       |        |                                   |
| Jones 2’ Latapy 4’, 82’                                         | Marcatori         | Laing |        |                                   |

#### Finale 3º posto
| Kingston 2 giugno 1991                                                      | Saint Lucia | 4 – 1   | Guyana | Independence Park (27.000 spett.) |
| \| \| \| \| \| Gilbert Alexander Weeks Earl Jean \| Marcatori \| Stanton \| |             |         |        |                                   |
|                                                                             |             |         |        |                                   |
| Gilbert Alexander Weeks Earl Jean                                           | Marcatori   | Stanton |        |                                   |

#### Finale
| Kingston 2 giugno 1991                                | Trinidad e Tobago | 0 – 2               | Giamaica | Independence Park (27.000 spett.) |
| \| \| \| \| \| \| Marcatori \| 6’ Davis 49’ Anglin \| |                   |                     |          |                                   |
|                                                       |                   |                     |          |                                   |
|                                                       | Marcatori         | 6’ Davis 49’ Anglin |          |                                   |

Giamaica e Trinidad e Tobago qualificate per la CONCACAF Gold Cup 1991.